# Dasyatis parvonigra
Dasyatis parvonigra és una espècie de peix de la família dels dasiàtids i de l'ordre dels myliobatiformes.

## Morfologia
- Els mascles poden assolir 38,4 cm de longitud total i les femelles 49,8.[1]

## Hàbitat
És un peix de clima tropical i bentopelàgic que viu entre 124-183 m de fondària.

## Distribució geogràfica
Es troba a l'oceà Índic oriental: Austràlia.

## Observacions
És inofensiu per als humans.